# Salmonsens Konversationsleksikon

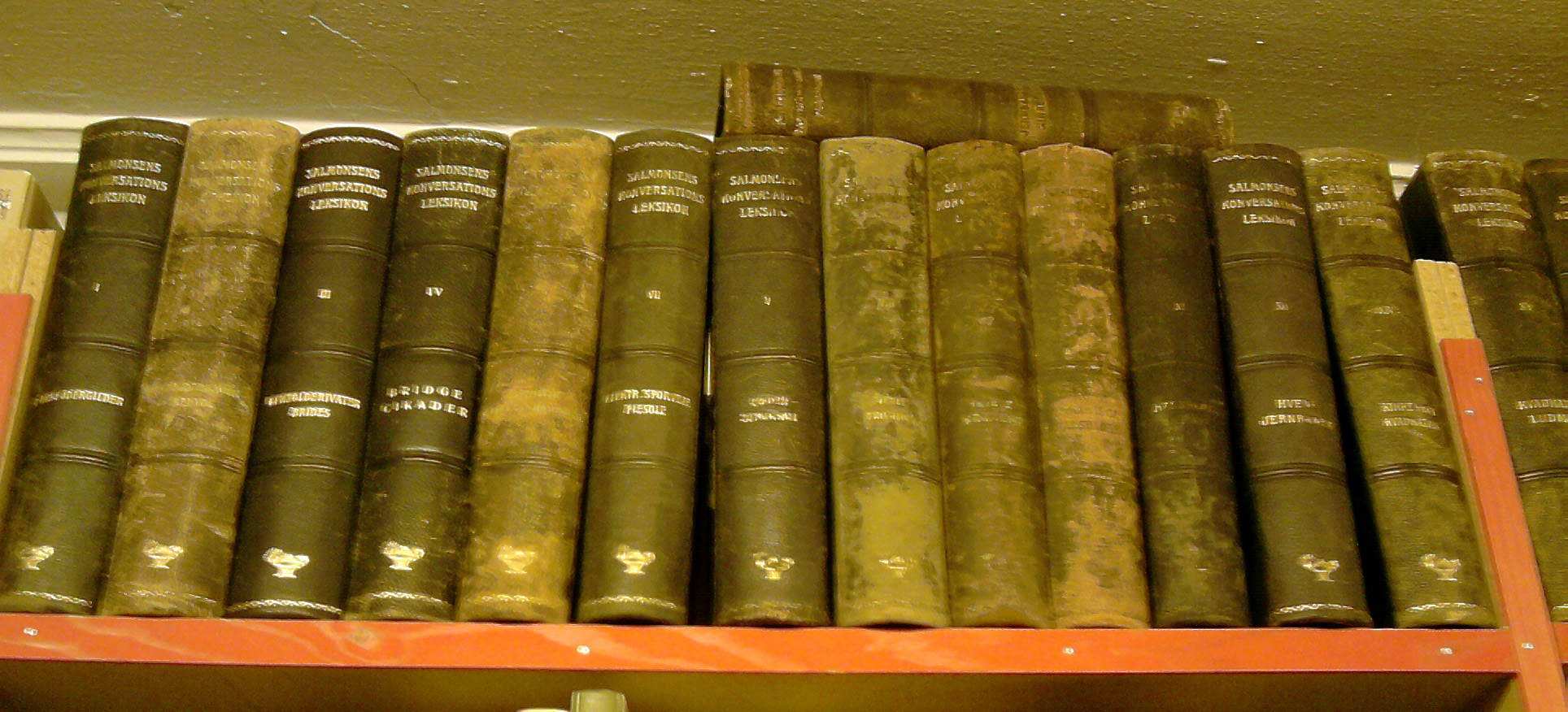
Salmonsens Konversationsleksikon

Salmonsens Konversationsleksikon är ett danskt uppslagsverk som kom ut i flera olika utgåvor från 1893 till 1949.
Den första utgåvan av lexikonet utkom som Salmonsens store illustrerede konversationsleksikon, en nordisk encyklopedi, och utgavs 1893–1907 i Köpenhamn i 18 band jämte ett supplementband 1911. Det redigerades av kapten Christian Blangstrup med en stor stab av fackkunniga medarbetare, men fick sitt namn efter bokhandlaren Isaac Salmonsen, som svarade för hela den industriella sidan av arbetet, under det att den verklige förläggaren var universitetsboktryckaren J. Hostrup Schultz (1834–95).
Detta var ett mycket stort och djärvt företag, som visserligen inte skänkte någon egentlig vinst, men hela upplagan blev efter hand slutsåld. Schultz' änka, Marie Schultz (1841–1915)
upprepade försöket i en ännu fullständigare utstyrsel med illustrationer och kartor.
Den kända titeln Salmonsens Konversationsleksikon användes för den andra utgåvan i 26 band, som gavs ut åren 1915 till 1930, vilket är Danmarks största encyklopedi genom tiderna, jämförbart med den samtida andra upplagan av Nordisk familjebok ("Uggleupplagan").
Den tredje utgåvan hade titeln Den Lille Salmonsen och gavs ut i tolv band under åren 1937 till 1940. Den fjärde och sista utgåvan i ett band, Den nye Salmonsen, gavs ut 1949. Under tiden hade man 1941 börjat att ge ut Salmonsen Leksikon-Tidsskrift (SLT) med ett häfte varje månad, vilket utkom i 15 årgångar fram till 1955.